# Exoprosopa chionea
Exoprosopa chionea är en tvåvingeart som beskrevs av Mario Bezzi 1924. Exoprosopa chionea ingår i släktet Exoprosopa och familjen svävflugor.
Artens utbredningsområde är Zambia. Inga underarter finns listade i Catalogue of Life.